# Berglind Ólafsdóttir
Berglind Ólafsdóttir (* 4. Juni 1977 in Hafnarfjörður, Höfuðborgarsvæðið) ist ein isländisches Model, Schauspielerin und ehemalige Schwimmerin. Sie tritt auch unter den Künstlernamen Icey und Berglind Icey auf.

## Leben
Berglind begann im Alter von 15 Jahren als internationales Model zu arbeiten. Dabei wurde sie unter anderem als Miss Hafnarfjörður, Miss Reykjavík, Miss Ibiza, Miss Hawaiian Tropic, und Miss Photogenic ausgezeichnet. Sie lebt in Los Angeles.

## Filmografie
- 2001: Animal – Das Tier im Manne (The Animal)
- 2001: Off Centre (Fernsehserie, eine Folge)
- 2002: Meister der Verwandlung (The Master of Disguise)
- 2002: Immer wieder Jim (According to Jim, Fernsehserie, Folge Schlechte Vorbilder)
- 2002: Hot Chick – Verrückte Hühner (The Hot Chick)
- 2003: Style Court (TV-Show, Co-Moderatorin, eine Folge)
- 2003: Cram (amerikanische Game Show, Co-Moderatorin, 56 Folgen)
- 2003: Scare Tactics (Fernsehserie, Folge 1x05)
- 2003: Watching Ellie (Fernsehserie, Folge Shrink)
- 2008: Cha$e (Fernsehserie, sechs Folgen)
- 2011: Hit Girls (Kurzfilm)
- 2013: Siberia (Fernsehserie, Pilotfilm)

## Trivia
- Berglind verfügt über eine Fahrerlaubnis für Armee-Panzer.
- 2009 wurde sie in der Liste der „heißesten Frauen Islands“ des amerikanischen Complex Magazin auf Platz 7 gewählt.[2]